# بارتون (آلاباما)
بارتون (به انگلیسی: Barton) یک منطقهٔ مسکونی در ایالات متحده آمریکا است که در شهرستان کلبرت، آلاباما واقع شده‌است. بارتون ۱۴۶٫۹۲ متر بالاتر از سطح دریا واقع شده‌است.